# Volta à Flandres sub-23
A Volta à Flandres sub-23 (oficialmente em neerlandês: Ronde van Vlaanderen Beloften), é uma carreira profissional de ciclismo de estrada de um dia que se realiza na Bélgica, foi criada no 1996 e desde o ano 2007 faz parte da categoria 1.ncup (categoria do profissionalismo puntuável para a Copa das Nações UCI).
Desde 2019 que não se realiza.

## História
Criada em 1996 suas primeiras edições foram amador por isso a maioria dos seus ganhadores têm sido belgas, como o seu proprio nome indica limitada a corredores sub-23 e "irmã menor" da Volta à Flandres, se disputando uma semana após a sua homónima sem limitação de idade. Desde a criação dos Circuitos Continentais UCI em 2005 faz parte do UCI Europe Tour, os dois primeiros anos na categoria 1.2 (última categoria do profissionalismo), depois na categoria específica criada em 2007 para corredores sub-23, dentro da última categoria do profissionalismo: 1.2U; e desde 2008 na categoria criada em 2007, também dentro da última categoria do profissionalismo: 1.ncup (Copa das Nações UCI).
Tem entre 160 e 175 km em seu traçado, uns 100 km menos que a sua homónima sem limitação de idade, ainda que com similares características que essa.

## Palmarés

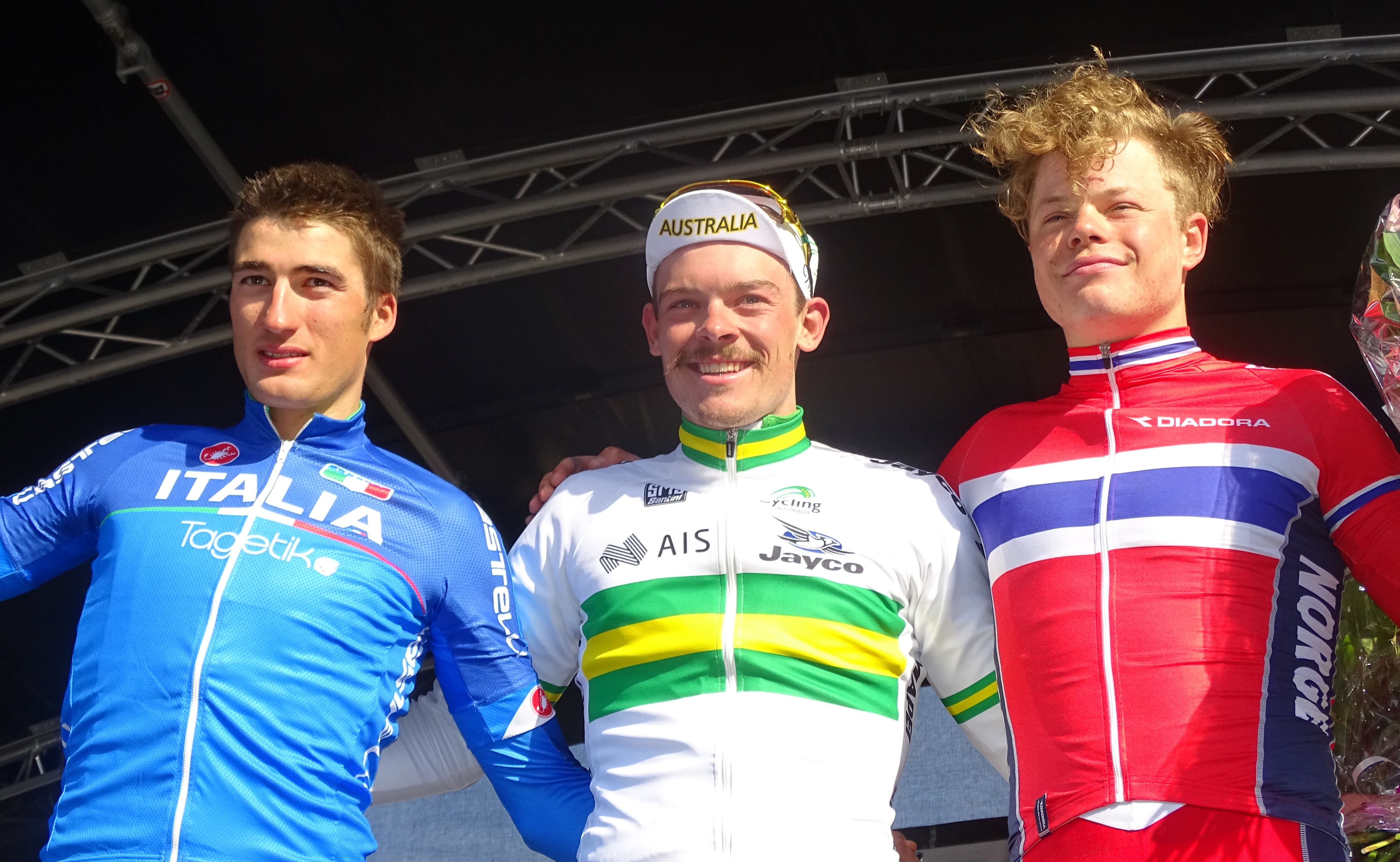
Pódio da edição 2015: Gianni Moscon (2º), Alexander Edmondson (1º) e Truls Engen Korsæth (3º).

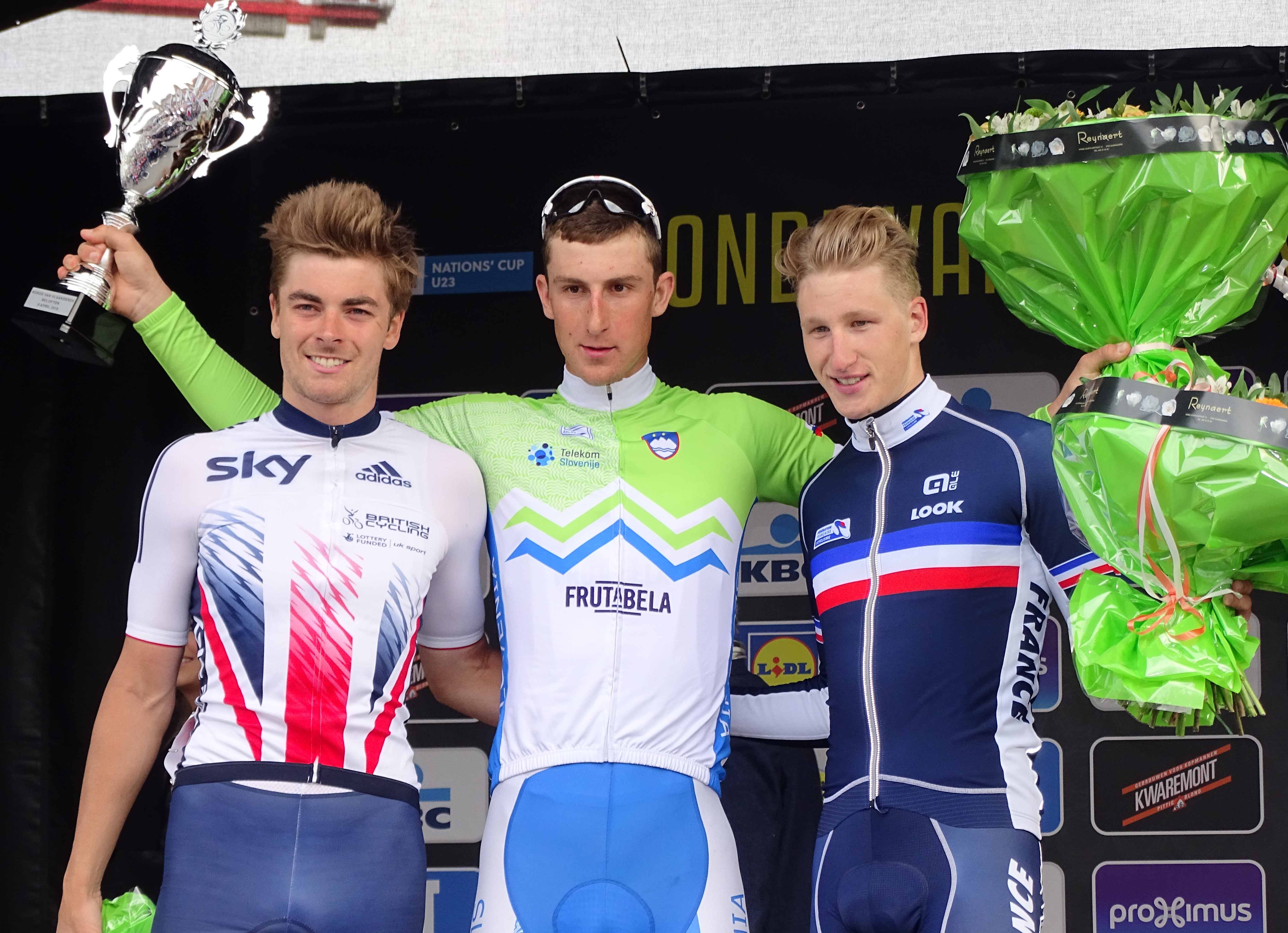
Pódio da edição 2016: Jonathan Dibben (2º), David Per (1º) e Corentin Ermenault (3º).

Em amarelo: edição amador.
| Ano     | Ganhador                                    | Segundo                                     | Terceiro                                    |
| ------- | ------------------------------------------- | ------------------------------------------- | ------------------------------------------- |
| 1996    | Ludovic Capelle                             | Kris Matthijs                               | Nico Strynckx                               |
| 1997    | Ludovic Capelle                             | Karel Vereecke                              | Miquel van Kessel                           |
| 1998    | Jürgen Guns                                 | Davy Daniels                                | Andy Vidts                                  |
| 1999    | Kevin Hulsmans                              | Stijn Devolder                              | Wesley Theunis                              |
| 2000    | Bobbie Traksel                              | Frederik Willems                            | Yoeri Beyens                                |
| 2001    | Roy Sentjens                                | Danny Pate                                  | Nick Nuyens                                 |
| 2002    | Nick Nuyens                                 | Wim De Vocht                                | Mikhail Timochine                           |
| 2003    | Wim De Vocht                                | Rory Sutherland                             | William Frischkorn                          |
| 2004    | Giovanni Visconti                           | Claudio Corioni                             | Elia Rigotto                                |
| 2005    | Kenny Dehaes                                | Sebastian Langeveld                         | Nick Ingels                                 |
| 2006    | Kevin Ista                                  | Thomas Berkhout                             | Gil Suray                                   |
| 2007    | Alexandr Pliuschin                          | Michael Mørkøv                              | Sep Vanmarcke                               |
| 2008    | Gatis Smukulis                              | Jérôme Baugnies                             | Jan Ghyselinck                              |
| 2009    | Jan Ghyselinck                              | Rasmus Guldhammer                           | John Degenkolb                              |
| 2010    | Marko Kump                                  | Michael Matthews                            | Sven Vandousselaere                         |
| 2011    | Salvatore Puccio                            | Toms Skujiņš                                | Andžs Flaksis                               |
| 2012    | Kenneth Van Bilsen                          | Sean De Bie                                 | Kristian Sbaragli                           |
| 2013    | Rick Zabel                                  | Dylan Groenewegen                           | Magnus Cort                                 |
| 2014    | Dylan Groenewegen                           | Kristoffer Skjerping                        | Tiesj Benoot                                |
| 2015    | Alexander Edmondson                         | Gianni Moscon                               | Truls Engen Korsæth                         |
| 2016    | David Per                                   | Jonathan Dibben                             | Corentin Ermenault                          |
| 2017    | Edward Dunbar                               | Jasper Philipsen                            | Jérémy Lecroq                               |
| 2018    | James Whelan                                | Max Kanter                                  | Robert Stannard                             |
| 2019    | Andreas Stokbro                             | Cédric Beullens                             | Jake Stewart                                |
| 2020-21 | Não realizado devido à pandemia de COVID-19 | Não realizado devido à pandemia de COVID-19 | Não realizado devido à pandemia de COVID-19 |

## Palmarés por países
| País          | Vitórias |
| ------------- | -------- |
| Bélgica       | 11       |
| Itália        | 2        |
| Eslovênia     | 2        |
| Países Baixos | 2        |
| Austrália     | 2        |
| Moldávia      | 1        |
| Letônia       | 1        |
| Alemanha      | 1        |
| Irlanda       | 1        |
| Dinamarca     | 1        |